# Wąchock
Wąchock est une ville de la voïvodie de Sainte-Croix et du powiat de Starachowice. Elle est le siège de la gmina de Wąchock; elle s'étend sur 16,02 km² et comptait 2 747 habitants en 2009.